# Générac (Gironda)
Générac é uma comuna francesa na região administrativa da Nova Aquitânia, no departamento da Gironda. Estende-se por uma área de 9,49 km². Em 2010 a comuna tinha 548 habitantes (densidade: 57,7 hab./km²).